# Avenue Doutor Arnaldo
 (septembre 2024).
La mise en forme du texte ne suit pas les recommandations de Wikipédia : il faut le « wikifier ».
Les points d'amélioration suivants sont les cas les plus fréquents. Le détail des points à revoir est peut-être précisé sur la page de discussion.
- Les titres sont pré-formatés par le logiciel. Ils ne sont ni en capitales, ni en gras.
- Le texte ne doit pas être écrit en capitales (les noms de famille non plus), ni en gras, ni en italique, ni en « petit »…
- Le gras n'est utilisé que pour surligner le titre de l'article dans l'introduction, une seule fois.
- L'italique est rarement utilisé : mots en langue étrangère, titres d'œuvres, noms de bateaux, etc.
- Les citations ne sont pas en italique mais en corps de texte normal. Elles sont entourées par des guillemets français : « et ».
- Les listes à puces sont à éviter, des paragraphes rédigés étant largement préférés. Les tableaux sont à réserver à la présentation de données structurées (résultats, etc.).
- Les appels de note de bas de page (petits chiffres en exposant, introduits par l'outil «  Source ») sont à placer entre la fin de phrase et le point final[comme ça].
- Les liens internes (vers d'autres articles de Wikipédia) sont à choisir avec parcimonie. Créez des liens vers des articles approfondissant le sujet. Les termes génériques sans rapport avec le sujet sont à éviter, ainsi que les répétitions de liens vers un même terme.
- Les liens externes sont à placer uniquement dans une section « Liens externes », à la fin de l'article. Ces liens sont à choisir avec parcimonie suivant les règles définies. Si un lien sert de source à l'article, son insertion dans le texte est à faire par les notes de bas de page.
- La présentation des références doit suivre les conventions bibliographiques. Il est recommandé d'utiliser les modèles {{Ouvrage}}, {{Chapitre}}, {{Article}}, {{Lien web}} et/ou {{Bibliographie}}. Le mode d'édition visuel peut mettre en forme automatiquement les références.
- Insérer une infobox (cadre d'informations à droite) n'est pas obligatoire pour parachever la mise en page.

Pour une aide détaillée, merci de consulter Aide:Wikification.
Si vous pensez que ces points ont été résolus, vous pouvez retirer ce bandeau et améliorer la mise en forme d'un autre article.
L'avenue Doutor Arnaldo est une avenue  de la ville de São Paulo au Brésil.

## Situation et accès
Cette voie de la zone ouest relie l'avenue Paulista et la rua da Consolação à la rua Heitor Penteado et l'avenue Sumaré, et se termine dans le district de Perdizes. 
Il contient les stations Clínicas et Sumaré, sur la ligne 2 – Verte du métro. Ce dernier sert de point de vue panoramique dans les deux sens, permettant d'admirer Vila Madalena et une partie de la zone nord, avec la Serra da Cantareira en arrière-plan.

## Origine du nom
Son nom est un hommage au Dr Arnaldo Vieira de Carvalho (pt), médique fondateur de la faculté de médecine de l'université de São Paulo (pt).

## Historique
En 2017, l’avenue a reçu la 33e édition du programme SP Cidade Linda, dirigé par le maire de l'époque, João Doria.
Un incinérateur d'ordures a fonctionné entre 1924 et 1948 entre la rua Artur Alvim et l'avenue Doutor Arnaldo.

## Bâtiments remarquables et lieux de mémoire
Il contient le cimetière d'Araçá, le cimetière de Santíssimo Sacramento, la faculté de médecine de l'université de São Paulo (pt), l'institut Adolfo Lutz (pt), l'institut Emílio Ribas et le sanctuaire de Notre-Dame de Fátima.
La tour de transmission de la Rede Cultura et la Rádio Cultura FM est située sur l'avenue. Conçue par l'architecte Jorge Caron, la tour mesure 155 mètres de haut.